# Кудьяпе
Ку́дьяпе (ест. Kudjape alevik) — селище в Естонії, у волості Ляене-Сааре повіту Сааремаа.

## Населення
Чисельність населення на 31 грудня 2011 року становила 574 особи.

## Географія
Селище Кудьяпе лежить у північно-східному передмісті муніципалітету Курессааре і межує з міськими округами: Іда-Нійду (Ida-Niidu) та Ліллекюла (Lilleküla).
Через Кудьяпе проходить автошлях 133 (Курессааре — Пюга — Маза).

## Історія
Перша документальна згадка про поселення датується 16-м століттям. У 17-му столітті була заснована садиба Кудьяпе (Kudjape mõis), яка належала з 1805 до 1919 року родині балтійських німців фон Нольке.
До 30 листопада 2009 року Кудьяпе було селом. За рішенням міністра регіональних справ статус Кудьяпе був підвищений до рівня селища.
До 12 грудня 2014 року Кудьяпе входило до складу волості Каарма.

## Історичні пам'ятки
У 1996 році в селищі відкрили німецький військовий цвинтар, який був створений ще під час Другої світової війни, і на якому були поховані більш ніж 1100 загиблих солдатів вермахту. Кладовище перебуває під опікою Народного союзу Німеччини з догляду за військовими похованнями.
Також у Кудьяпе є кладовище російських солдатів Першої світової війни.

## Пам'ятки природи
Поблизу Кудьяпе розташовуються:
- заказник Сепамаа (Sepamaa hoiuala), площа — 60,6 га, (58°15′11″ пн. ш. 22°32′46″ сх. д. / 58.25306° пн. ш. 22.54611° сх. д.)[3];
- заповідна діброва Кудьяпе (Kudjape tammik), площа — 17,1 га, (58°15′42″ пн. ш. 22°31′28″ сх. д. / 58.26167° пн. ш. 22.52444° сх. д.)[4].